# Eutricha capensis
Eutricha capensis is een vlinder uit de familie van de spinners (Lasiocampidae). De wetenschappelijke naam is gepubliceerd in 1767 door Linnaeus.

## Verspreiding en habitat
Er is geen consensus over het verspreidingsgebied van de vlinder in zuidelijk Afrika. De bronnen zijn het eens over Zuid-Afrika als zijnde de primaire geografische basis. Verschillende bronnen noemen ook landen als Malawi, Mozambique en Tanzania. Doordat de rupsen zich voeden met  veel verschillende plantensoorten komen ze voor in zowel stadstuinen als in afgelegen en ongerepte gebieden.

## Morfologie

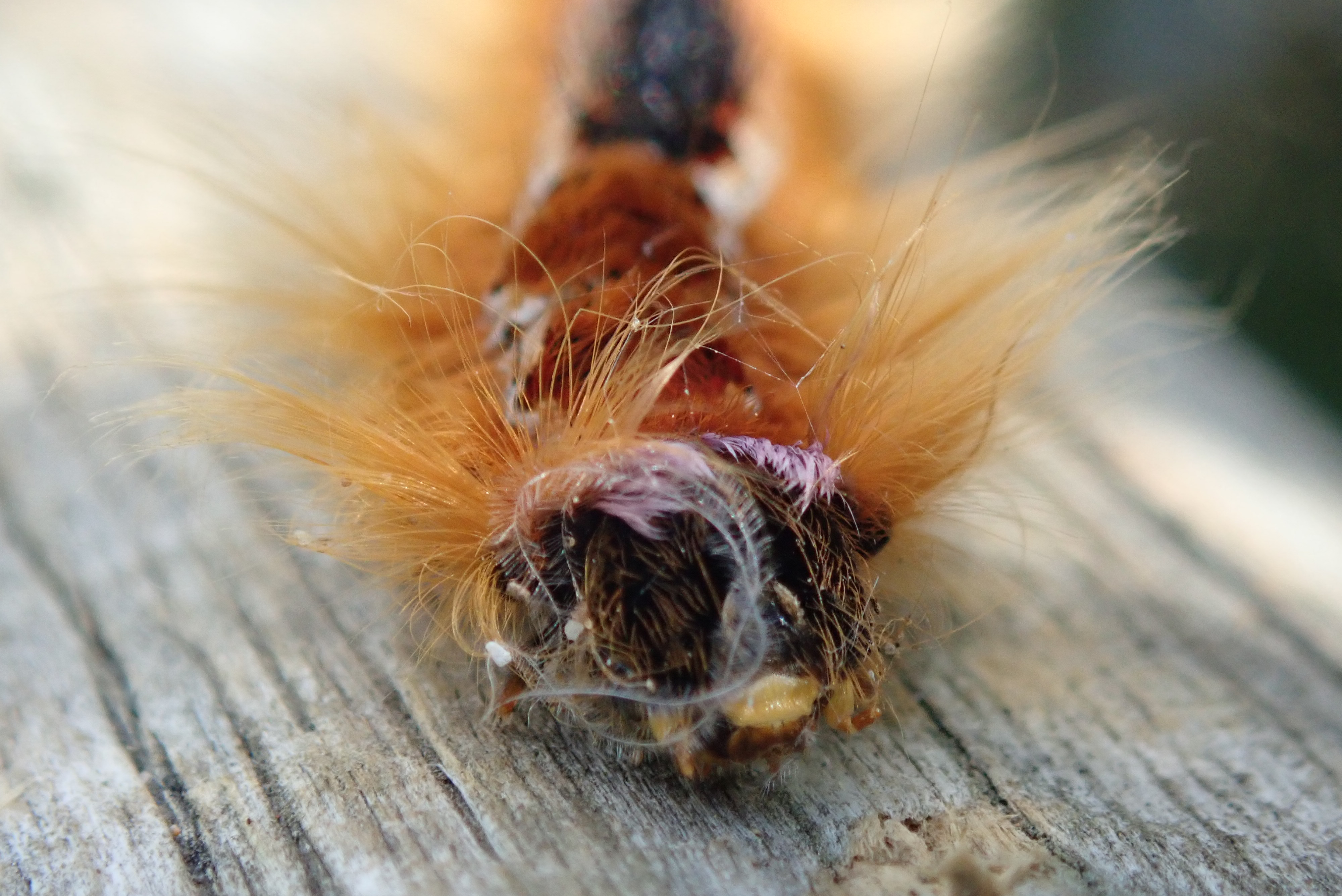
Kop van de rups

De vlinders hebben hebben een vleugelbreedte van ongeveer 70 mm. De vleugels zijn roodbruin.
De larven hebben plukken haar aan de zijkanten van het lichaam.